# Zihuatanejo
Zihuatanejo est une ville mexicaine de l'État de Guerrero, chef-lieu de la municipalité de Zihuatanejo de Azueta. 
C'est la quatrième plus grande ville du Guerrero (62 400 habitants en 2005). La municipalité comptait 126 000 habitants en 2020.

## Géographie
Elle est située sur la côte de l'océan Pacifique dans une baie bien protégée, à environ 240 km au nord-ouest d'Acapulco. 
Zihuatanejo a gardé son aspect traditionnel de village de pêcheurs, mais s'est considérablement développée depuis les années 1970, grâce au tourisme lié à la station balnéaire d'Ixtapa, située à 5 km dans la même municipalité. 
La municipalité ne comptait en effet que 9 600 habitants en 1960.

## Histoire

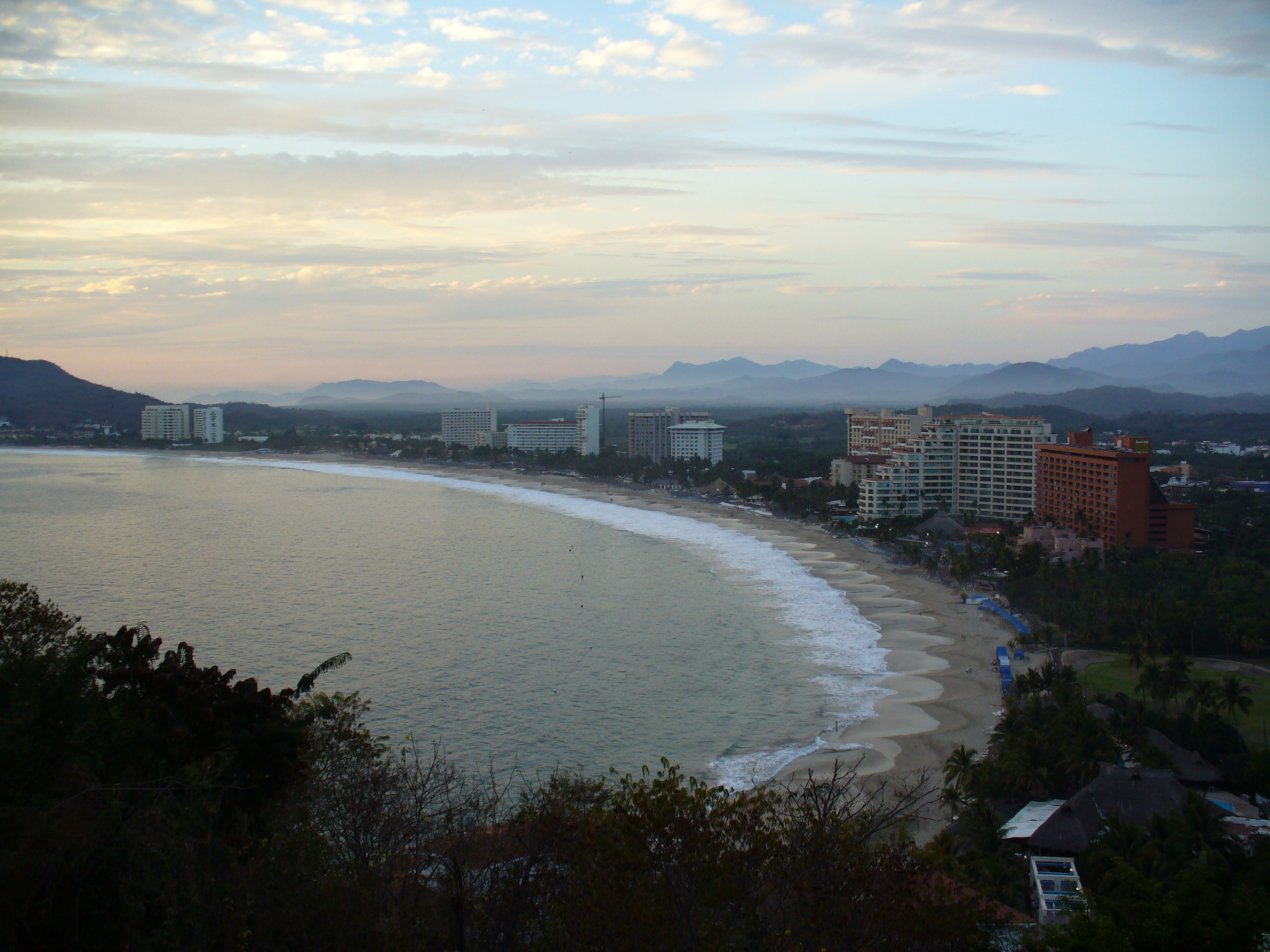
Plage d'Ixtapa.

C'est de Zihuatanejo qu'Álvaro de Saavedra fait partir son expédition, financée par Hernán Cortés, dans la « mer du Sud » (l'océan Pacifique) en 1527.

## Dans la culture populaire
Dans le film Les Évadés (1994), basé sur l’œuvre littéraire de Stephen King, c'est à Zihuatanejo qu'Andy Dufresne, le personnage principal, voudrait aller après son séjour à la prison d'État de Shawshank.
En référence au film, les tribulations des survivants de la série télévisée The Last Man on Earth les mène à Zihuatanejo dans la quatrième saison.